# Тето деле Фиљије (Кунео)
Тето деле Фиљије је насеље у Италији у округу Кунео, региону Пијемонт.
Према процени из 2011. у насељу је живело 14 становника. Насеље се налази на надморској висини од 484 м.